# Alois Hartmann

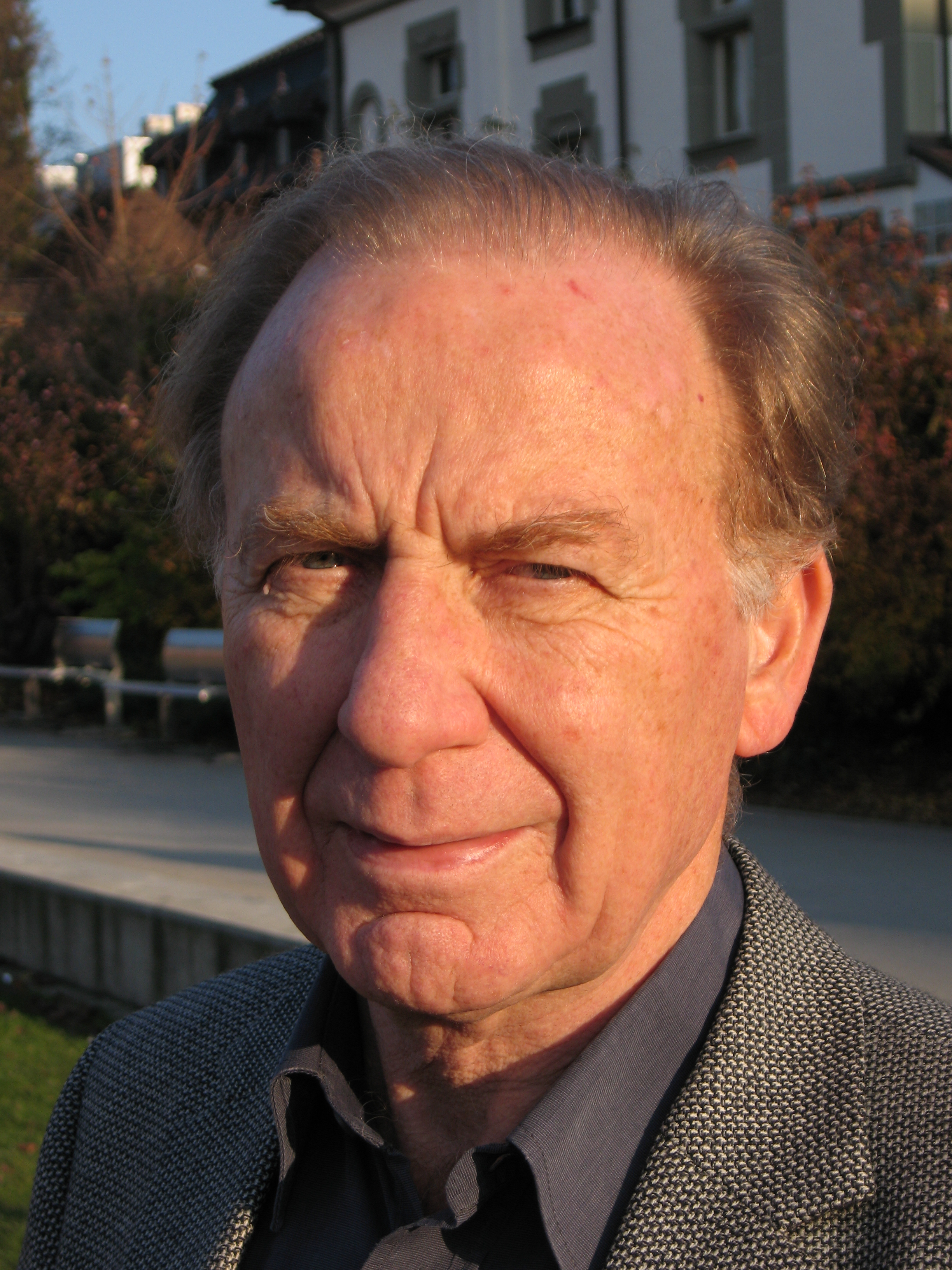
Alois Hartmann, 2006

Alois Hartmann (* 24. Oktober 1936 in Altwis) ist ein Schweizer Journalist und Politiker (CVP). Von 1978 bis 1982 war er Chefredaktor der katholischen Tageszeitung Vaterland.

## Leben
Hartmann wuchs als jüngstes von vier Geschwistern in der Lehrerfamilie von Gemeindeschreiber Hans und Barbara geborene Hochstrasser auf. Nach der A-Matura im von Kapuzinern geleiteten Kollegium St. Fidelis in Stans studierte er vier Semester Theologie an der Universität Luzern mit der Absicht, Priester zu werden. Nachdem ihm klargeworden war, dass er sich nicht für ein Zölibat verpflichten wollte, wechselte er zur Rechtswissenschaft an der Universität Freiburg und schloss das Studium 1962 mit dem Lizentiat ab. Als Student war er Mitglied der AKV Alemannia (Schweizerischer Studentenverein) mit dem Studentennamen Brand.
Von 1984 bis 1988 war er Präsident des Pfarreirates St. Karl in Luzern.

## Laufbahn
Hartmanns berufliche Tätigkeit in Politik und Journalismus begann 1964 auf dem Generalsekretariat der Konservativ-Christlichsozialen Volkspartei (heute Christlichdemokratische Volkspartei), wohin ihn der Generalsekretär der Partei Martin Rosenberg als Sekretär geholt hatte. 1968 wurde er Informationschef der Partei und erhielt den Auftrag, den Pressedienst zu erneuern. Beim Wandel von der konfessionell geprägten Partei zur weltanschaulich weit offenen CVP schrieb er am neuen Parteiprofil und -programm entscheidend mit.
Von 1973 bis 1977 war er im Grossen Gemeinderat (Legislative) Ostermundigen, 1976/1977 Präsident der CVP des Kantons Bern.
1973 wechselte Alois Hartmann vom CVP-Generalsekretariat vollberuflich in den Journalismus. Als Bundeshausredaktor schrieb er für die katholischen Tageszeitungen Vaterland, Die Ostschweiz und Freiburger Nachrichten. Besonderen Kontakt pflegte er zu den beiden CVP-Bundesräten Hans Hürlimann und Kurt Furgler, mit denen er schon als CVP-Informationschef zusammengearbeitet hatte.
1978 verliess Hartmann die Bundeshausredaktion und wurde Chefredaktor der Zeitung Vaterland. 1982 musste er den Posten räumen, weil eine neue Führung unter Verwaltungsratspräsident Alphons Egli und Maihof-Direktor Hans Richenberger die Zeitung in eine neue Zukunft führen wollte. Sein Nachfolger wurde Hermann Schlapp. Hartmann wechselte in den Mediendienst von Caritas Schweiz, zunächst als Mitarbeiter; später wurde er Informationschef des Hilfswerks.
1988 führte ihn der Weg zurück ins politische Leben, als Sekretär der CVP des Kantons Luzern, als Parteipräsident der Stadt Luzern und als Mitglied des Grossen Rates (Legislative, heute Kantonsrat Luzern). Den Abschluss seines beruflichen Werdegangs erlebte Alois Hartmann von 1996 bis 2001 als persönlicher Mitarbeiter des damaligen Volkswirtschaftsdirektors Anton Schwingruber.
Nach der Pensionierung 2001 befasste er sich wiederum mit journalistischen Aufgaben. Bis 2007 war er Präsident der Katholischen internationalen Presseagentur (Kipa-Apic, heute Katholisches Medienzentrum) und bis 2010 Redaktor der Missionszeitschrift WeltWeit. Er gibt weiterhin mehrere Publikationen heraus. Legendär in seinem weiten Bekanntenkreis ist sein «Nachrichtendienst», ein Pressedienst, den er regelmässig an Freunde und Bekannte verschickt.

## Publikationen
- Chronik Altwis, 1900–1999. Verein Chronik Altwis. Altwis 2016, ISBN 978-3-033-05762-3.
- mit Beat Bucher: Flucht. Ursachen, Hindernisse, Auswege. Ein Handbuch zu Asyl- und Flüchtlingsfragen. Rex, Luzern 1988, ISBN 3-7252-0504-3.
- 50 Jahre Kirche St. Karl. 1934–1984. Katholisches Pfarramt St. Karl. Luzern 1984.

als Herausgeber
- mit Hans Moos: Josef Zemp. Ein Bundesrat schafft den Ausgleich. Sein Leben und Wirken im Dialog mit der Gegenwart. Verein Buchprojekt Bundesrat Josef Zemp. Rothenburg 2008, ISBN 978-3-907821-56-5.
- Josi J. Meier. Dank- und Denkschrift. Comenius, Hitzkirch 1995.
- Im Spannungsfeld der Politik. Festgabe für Dr. Martin Rosenberg, Generalsekretär der Konservativ-christlichsozialen Volkspartei der Schweiz, zu seinem 60. Geburtstag. Luzern 1968.

## Privates
Hartmann ist verheiratet mit Erna geborene Strebel. Das Paar hat einen Sohn (* 1968) und eine Tochter (* 1971) und lebt in Rothenburg.